# Nas ventjali ne v tserkvi
Nas ventjali ne v tserkvi (russisk: Нас венчали не в церкви) er en sovjetisk spillefilm fra 1982 af Boris Tokarev.

## Medvirkende
- Aleksandr Galibin som Sergej Sinegub
- Natalja Vavilova som Larisa Tjemodanova
- Pjotr Veljaminov som Vasilij
- Ljudmila Gladunko som Anna Kuvsjinskaja
- Aleksej Zjarkov som Ivan Fjodorovitj